# Erdoğan Partener
Erdoğan Partener (Plovdiv, 5 marzo 1929 – Bonn, 13 novembre 1995) è stato un cestista turco.

## Carriera
In carriera ha militato nel Galatasaray. Con la Turchia ha disputato 44 partite dal 1949 al 1952, prendendo parte agli Europei 1949 (4º posto), agli Europei 1951 (6º posto) e alle Olimpiadi 1952 (22º posto).